# 吉森巴赫河 (洛伊薩赫河支流)
47°34′09″N 11°08′57″E / 47.56916°N 11.14920°E

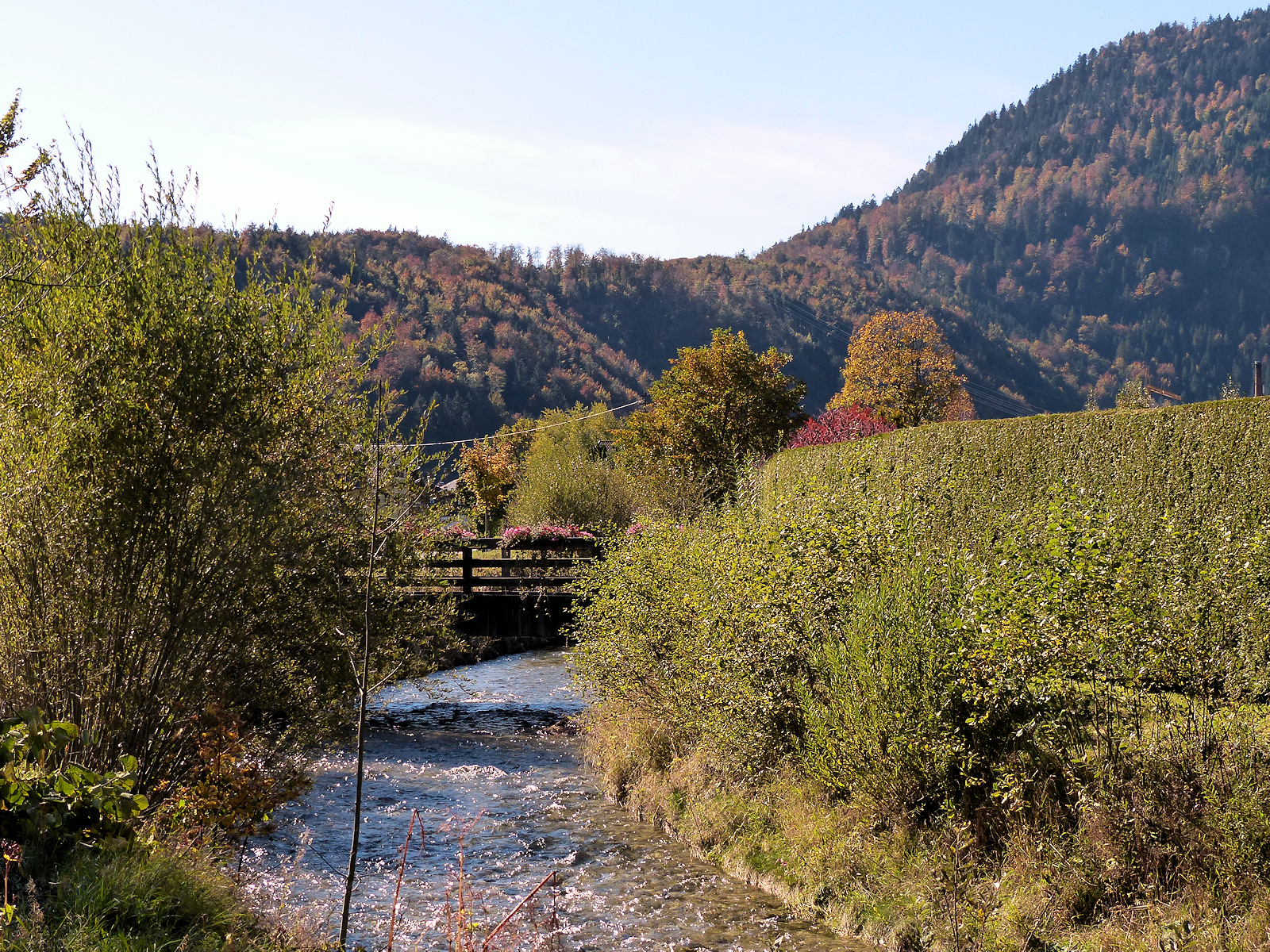

吉森巴赫河是德國的河流，位於該國東南部，由巴伐利亞負責管轄，屬於洛伊薩赫河的左支流，河道全長8.9公里，流域面積11.3平方公里，河口處在奧伯勞附近。